# بین‌الملل‌گرایی
بین‌الملل‌گرایی یا انترناسیونالیسم (به انگلیسی: Internationalism)، مفهومی کلی است که بر عقاید و سیاست‌های منجر به منافع مشترک اقوام و ملت‌ها، تکیه دارد. این عقیده، با ملی‌گرایی (ناسیونالیسم) پرخاشگر مخالفت دارد. اینترناسیونالیست‌ها برآنند که در صورت امکان‌نداشتن همکاری میان حکومت‌ها، این مساعدت بین ملت‌ها قاعدتاً امکان‌پذیر است. این مکتب بر آن است که بشریت را به این آگاهی برساند که هر فرد متعلق به یک جامعه جهانی است.
این باور همچنین تمایل به واگذاری درجه‌ای از حاکمیت ملی (از کمترین تا بیشترین) به مؤسسات بین‌المللی است. هواداران کمترین میزان واگذاری حاکمیت، آن را تا جایی می‌دانند که لازمهٔ حفظ و تقویت امنیت بین‌المللی است و هواداران بیشترین میزان واگذاری، از نوعی حکومت جهانی پشتیبانی می‌کنند و بین این دو نیز طیف‌های گوناگون و مختلفی وجود دارد.
ناسیونالیسم میانه‌رو با انترناسیونالیسم ناسازگار نیست، ولی ناسیونالیسم تندرو مخالف آن
است.

## بین‌الملل‌گرایی و مارکسیسم
مارکسیسم برداشت خاصی از بین‌الملل‌گرایی دارد. به عقیدهٔ مارکس، بورژوازی به کمک ماشین و داد و ستد آزاد جهانی مرزهای ملی را در هم شکسته و یک نظام اقتصادی جهانی پدیدآورده است و این نظام میان طبقات محروم، به ویژه میان پرولتاریای کشورها همبستگی جهانی پدیدمی‌آورد که در اصطلاح به آن «بین‌الملل‌گرایی پرولتاریایی» گفته می‌شود؛ و این جریان یک شورش سراسری در جهان علیه بورژوازی پدید خواهد آورد که به ایجاد جامعهٔ سوسیالیستی جهانی می‌انجامد. از این رو، مارکسیست‌ها به همبستگی جهانی طبقات محروم باور دارند و شعار معروف «زحمتکشان جهان متحد شوید»، شعار بین‌الملل‌گرایی پرولتاریایی است.
پس از به وجود آمدن اتحاد جماهیر شوروی، و به ویژه در دوران استالین، این کشور مدعی بود که مرکز بین‌الملل‌گرایی پرولتاریایی است و عنوان «ستاد زحمتکشان جهان» به خود می‌داد. استالین در تفسیری از مفهوم بین‌الملل گرایی پرولتاریایی، آن را پیروی بی چون چرا از اتحاد جماهیر شوروی می‌دانست.